# Магадан (аэропорт)
Международный аэропорт Магадан (Сокол) имени В. С. Высоцкого (IATA: GDX, ICAO: UHMM) — аэропорт федерального значения, расположен близ посёлка Сокол, к северу от города Магадана на 56 км основной Колымской трассы.
Обеспечивает регулярное авиасообщение Магаданской области с Дальним Востоком России, Сибирью и Москвой.
В окрестностях города также имеется аэродром Магадан-13, принадлежащий Магаданскому авиаремонтному заводу № 73 ГА. Ранее функционировал, но ныне не действует грунтовый аэродром Магадан-Северный на 47 км; он используется для малой авиации МЧС (например, для вертолетов).

## История

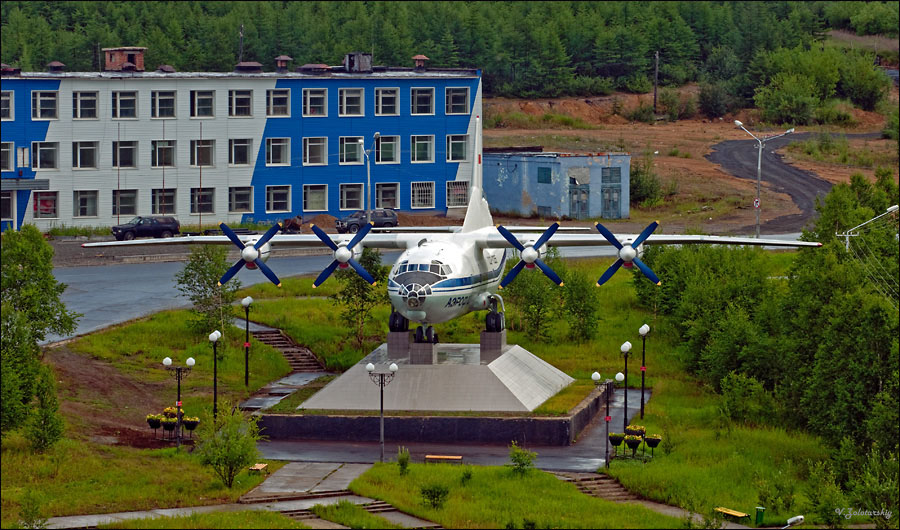
Самолёт-памятник АН-12 в магаданском аэропорту

Новый аэропорт, названный Магадан-56 (из-за расположения на 56 км Колымской трассы), принял на себя всё обслуживание пассажирских авиаперевозок в регионе. Из старых (на 13 и 47 км) аэропортов осуществляются только рейсы специального назначения, причём грунтовая ВПП аэродрома-47 не отвечает современным техническим требованиям.
В 1978 году трест «Промстрой» начал реконструировать взлетно-посадочную полосу и здания наземных служб. 13 декабря 1980 года в магаданском аэропорту приземлился первый самолет Ил-62. Со следующего дня лайнеры начали совершать регулярные беспосадочные рейсы из Магадана в Москву.
20 мая 1979 года на привокзальной площади в магаданском аэропорту состоялось открытие памятника трудовой славы: самолета Ан-12 с бортовым номером СССР-11355. Авиалайнер почти 13 лет проработал в магаданском авиаотряде, выполняя транспортные перевозки на территории Крайнего Северо-Востока.
Магаданский авиаотряд, сформированный в 1963 году из лётного состава старых авиабаз, просуществовал до 1991 года, когда была проведена реорганизация. В 1991 году аэропорт получил статус международного.
В сентябре 1999 года администрация Магадана зарегистрировала новое название предприятия — Федеральное государственное унитарное предприятие «Аэропорт Магадан».
В марте 2005 года постоянными стали рейсы авиакомпании «Якутия» из Якутска в Магадан.
В конце 2012 года ФГУП «Аэропорт Магадан» преобразовано в открытое акционерное общество.
Начиная с 2014 года, аэропорт совместно с Far East Spotting Team (Дальневосточная команда споттеров) регулярно проводит мероприятия по споттингу в целях популяризации гражданской авиации и воздушной гавани.
20 апреля 2016 года официально получил статус федерального.
31 мая 2019 года аэропорту присвоено имя Владимира Высоцкого.
4 июня 2019 прибыл первый рейс авиакомпании «Уральские авиалинии» по маршруту «Екатеринбург — Якутск — Магадан»
9 декабря 2019 из Москвы в Магадан впервые прибыл Boeing 747-8F рейсом авиакомпании AirBridgeCargo под управлением капитана-магаданца А.В.Слепых, один из самых больших самолетов в мире доставил 62,6 тонны груза (товары народного потребления) и 10,9 тонны почты. 10 декабря 2019 года Boeing 747-8F вылетел по маршруту Магадан — Гонконг.
13 мая 2020 года указом президента России аэропорт передан в собственность Магаданской области под управление регионального правительства.
За 2023 - 2024 гг. благодаря поддержке ВЭБ.РФ и Сбербанка построен новый терминал аэропорта. Он способен обеспечить пропускную способность 800 пассажиров в час или до 1 млн пассажиров в год.
20 декабря 2024 года самолет компании S7 из Новосибирска приземлился в новом аэропорту. Это был первый тестовый рейс, принятый современным терминалом в Соколе, а 22 декабря 2024 года новый терминал был официально открыт президентом РФ Владимиром Путиным по видеосвязи. Новый аэровокзал оснащён 12 лифтами, 2 эскалаторами и 2 телетрапами.

### Награды
- 2012 — «Лучший аэропорт года стран СНГ»
- 2017 — «Лучший аэропорт стран СНГ 2016 года»
- 2018 — «Лучший аэропорт стран СНГ 2017 года»
- 2018 — Победитель регионального смотра-конкурса «Организация высокой культуры производства»
- 2020 — Победитель в номинации «За большой вклад в развитие аэропорта»[12]

## Технические характеристики
- ВПП аэропорт МагаданВПП — ИВПП 10/28
  - Класс ВПП — А
  - Размеры — 3452 х 59,5
  - Порог 1 N59.91182° E150.68957°
  - Порог 2 N59.91015° E150.75137°
  - PCN — 64/R/B/X/T
  - Магн. курс посадки — 104/284
  - Покрытие — бетон, асфальтобетон

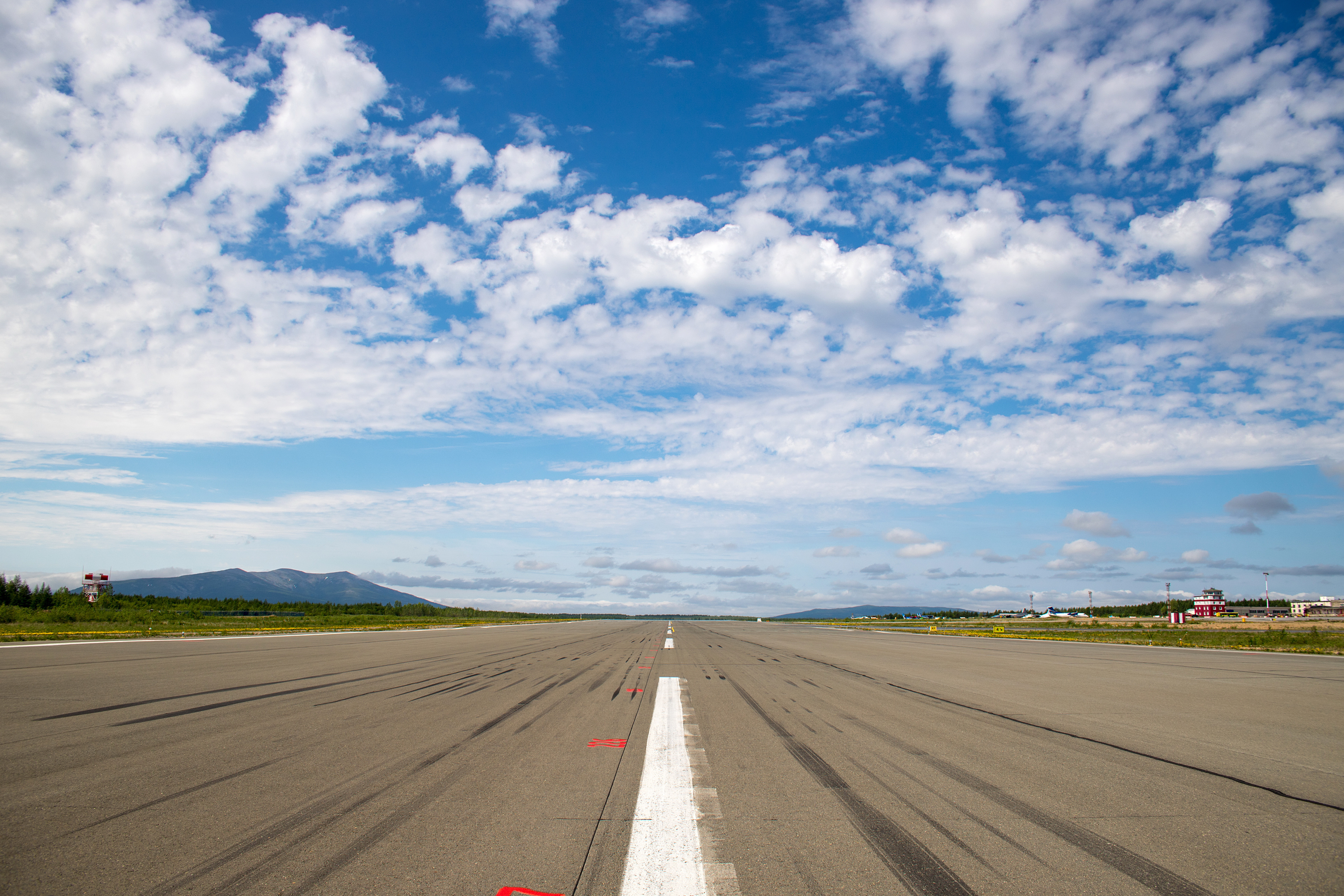
ВПП аэропорт Магадан

  - ССО — ВПП-10: ОВИ Д-4, ВПП-28: ОМИ
  - Позывной — Магадан

## Принимаемые типыВС
Ан-12, Ан-24, Ан-26, Ан-28, Ан-30, Ан-32, Ан-72, Ан-74, Ан-124, Ан-140, Ан-148, Ил-62, Ил-76, Ил-86, Ил-96, ТВС-2АМ, ТВС-2МС, ТВС-2ДТ, ТВС-2ДТС, Ту-134, Ту-154, Ту-204, Ту-214, Як-40, Як-42, Airbus A300, Airbus A310, Airbus A319, Airbus A320, Airbus A321, Airbus A330, Boeing 727, Boeing 737, Boeing 747, Boeing 757, Boeing 767, Boeing 777, Boeing 787, Bombardier CRJ, Bombardier Dash 8, Embraer 170, Embraer 175, Embraer 190, Embraer 195, Let L-410, Sukhoi Superjet 100 и более лёгкие, вертолёты всех типов. Классификационное число ВПП (PCN) 64/R/ B/X/T.

## Авиакомпании и направления

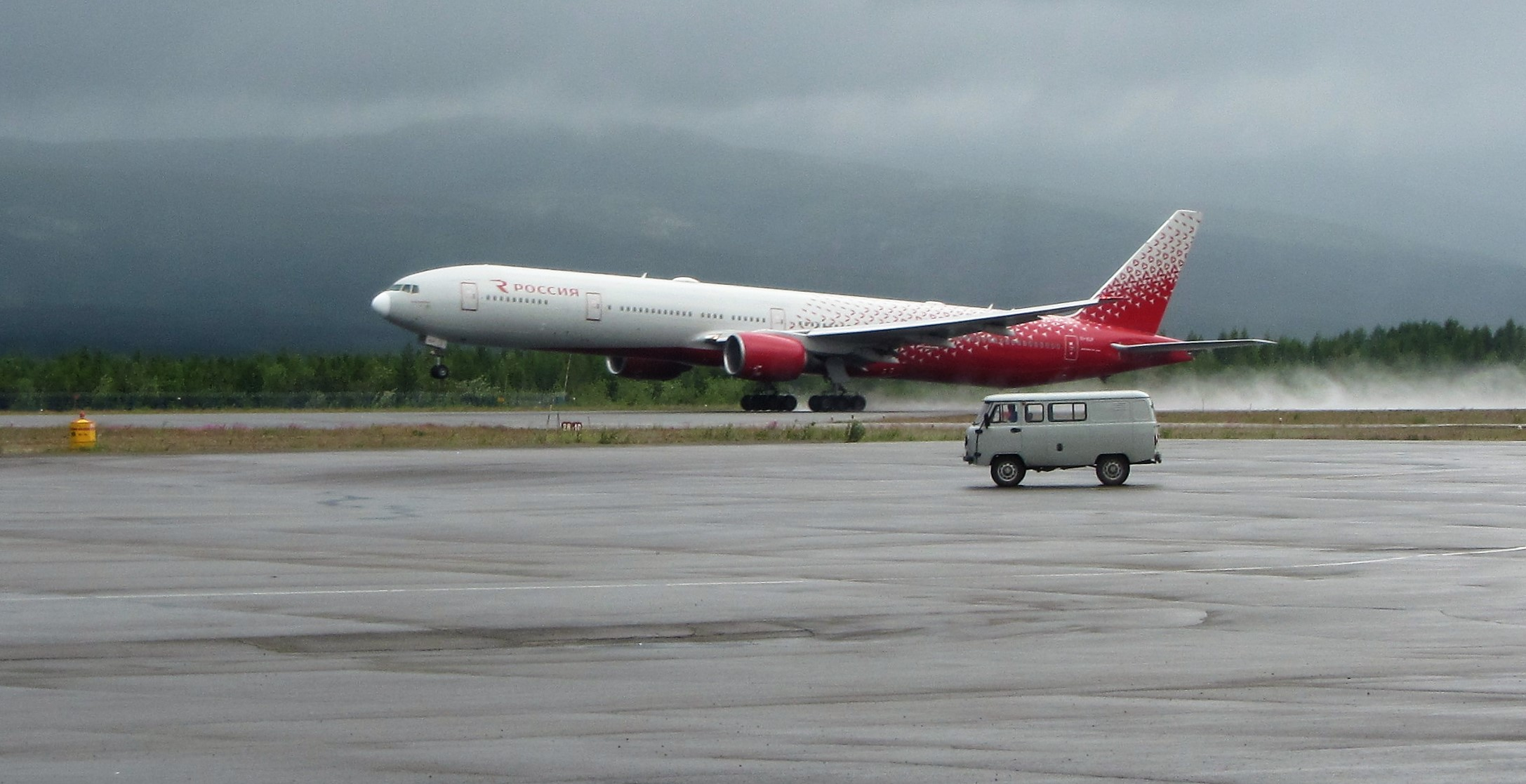
Boeing B777-300 , рейс 6289 Авиакомпании Россия прибыл в Магадан из Москвы.
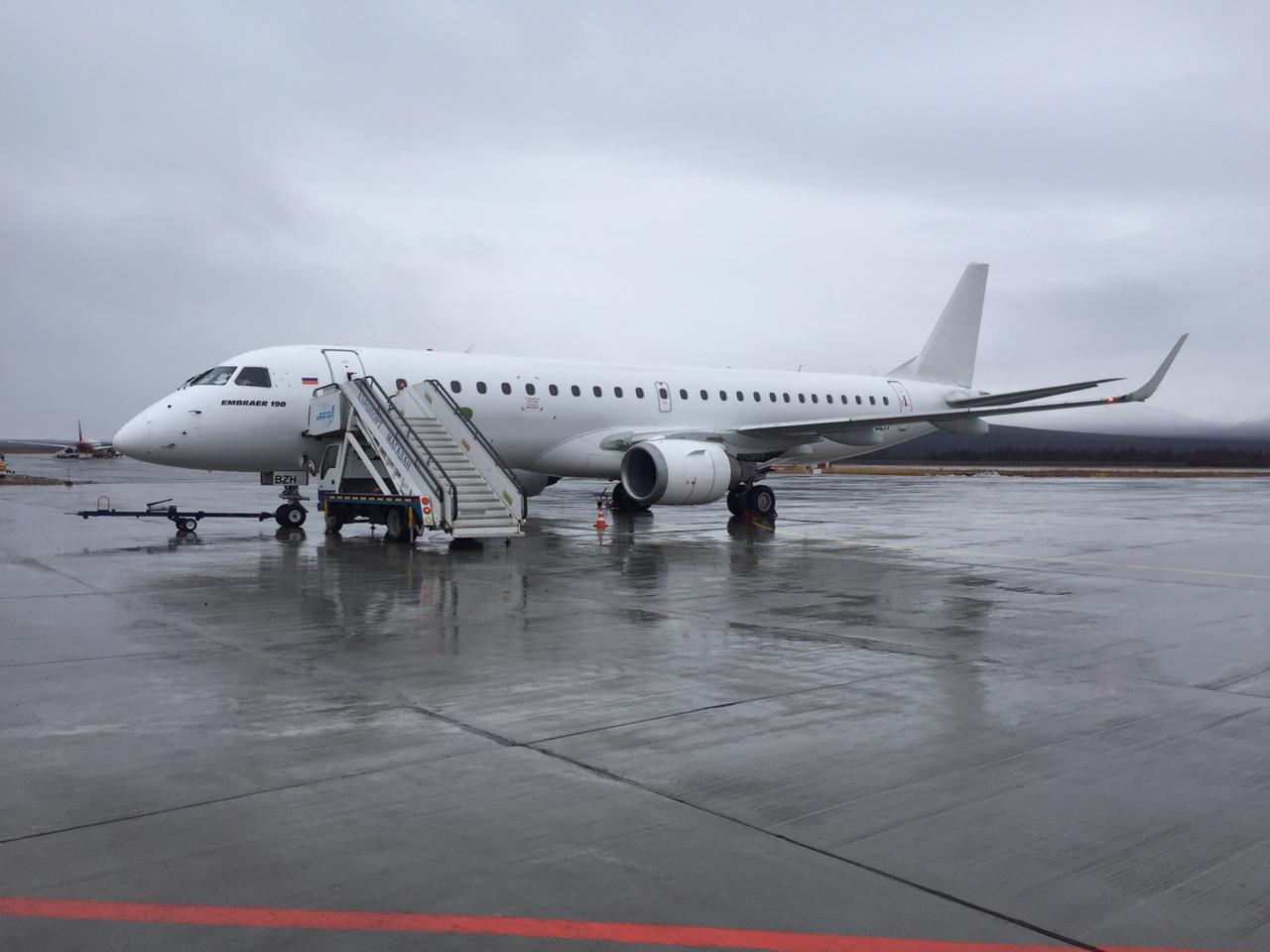
Embraer E-190 авиакомпании Pegas Fly в Магаданском аэропорту
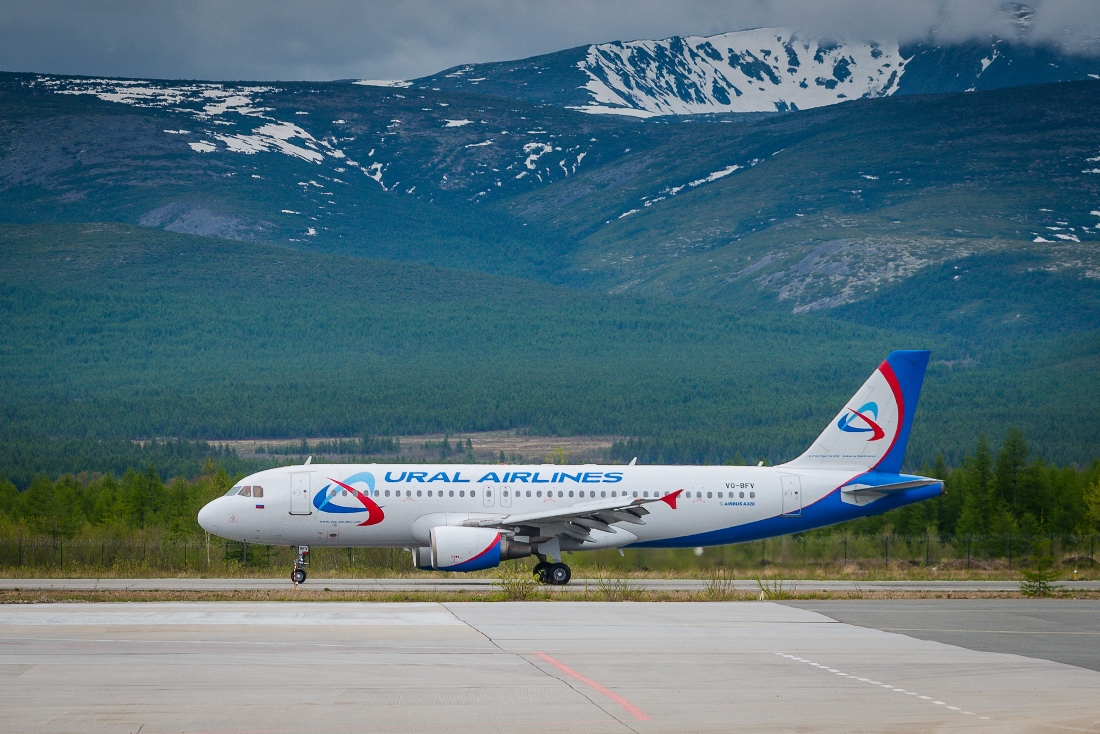
Airbus A320 Авиакомпании Уральские авиалинии в Аэропорту Магадан
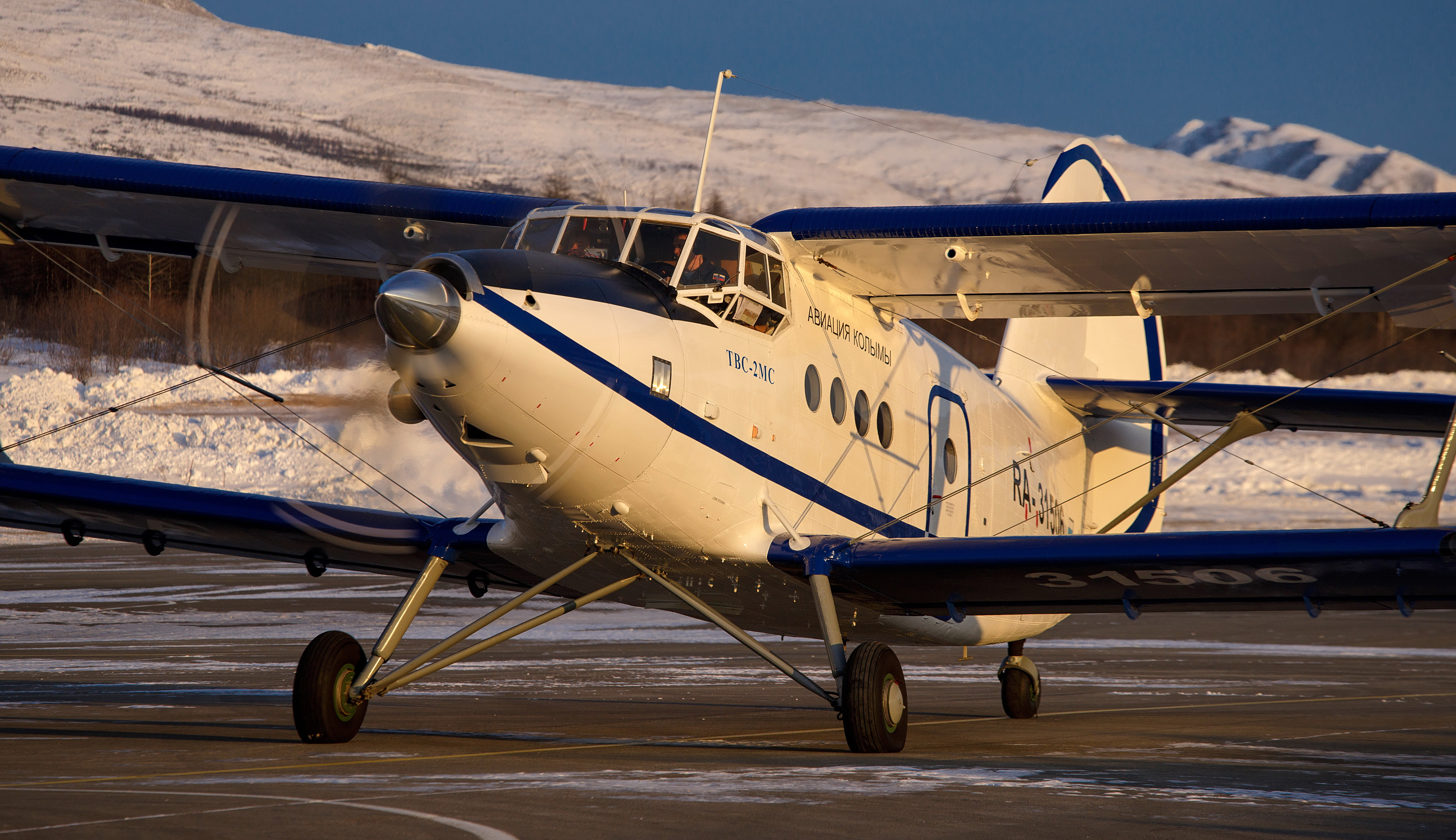
ТВС-2МС
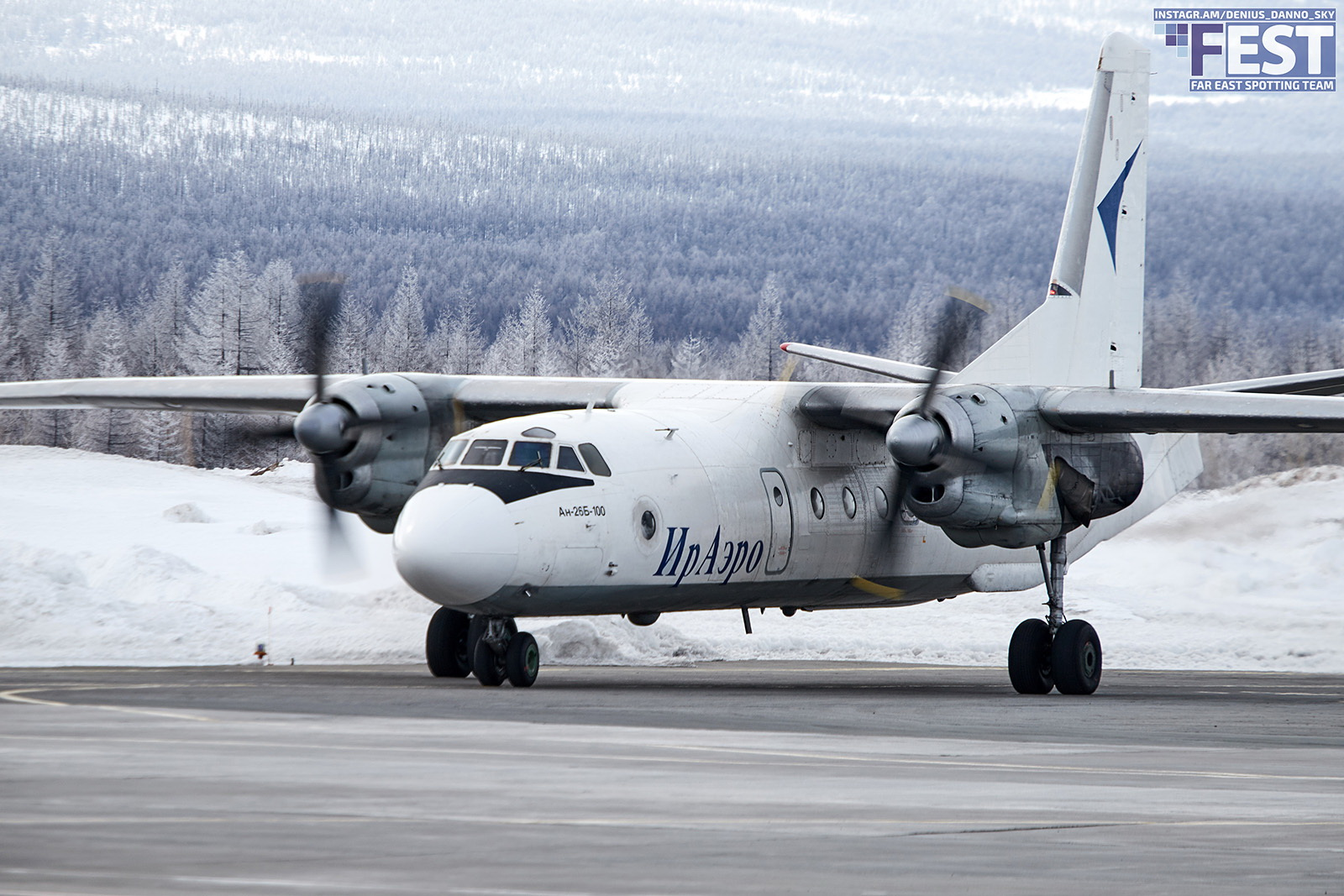
Ан-26 авиакомпании «Ираэро»
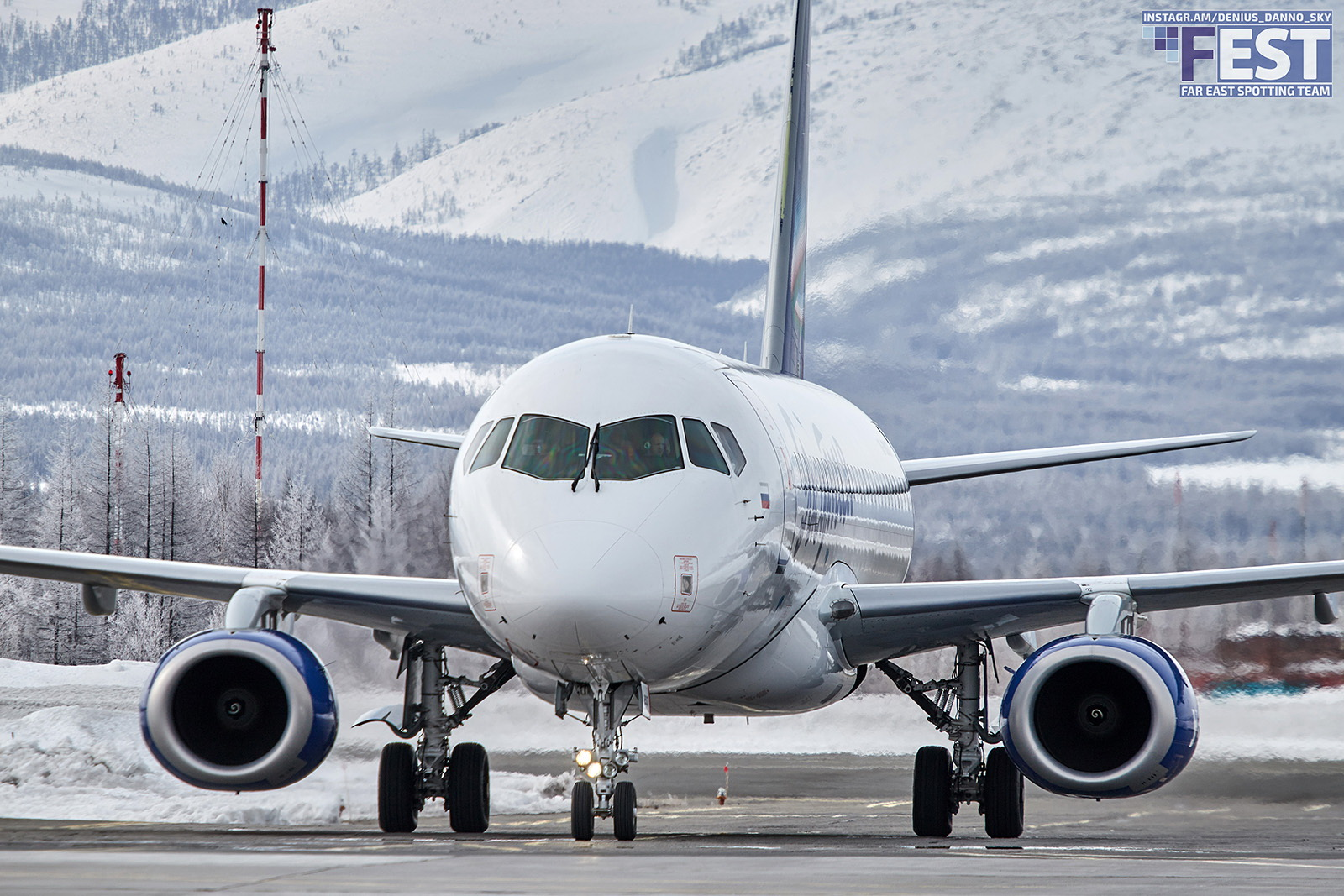
SSJ-100 авиакомпании «Якутия»
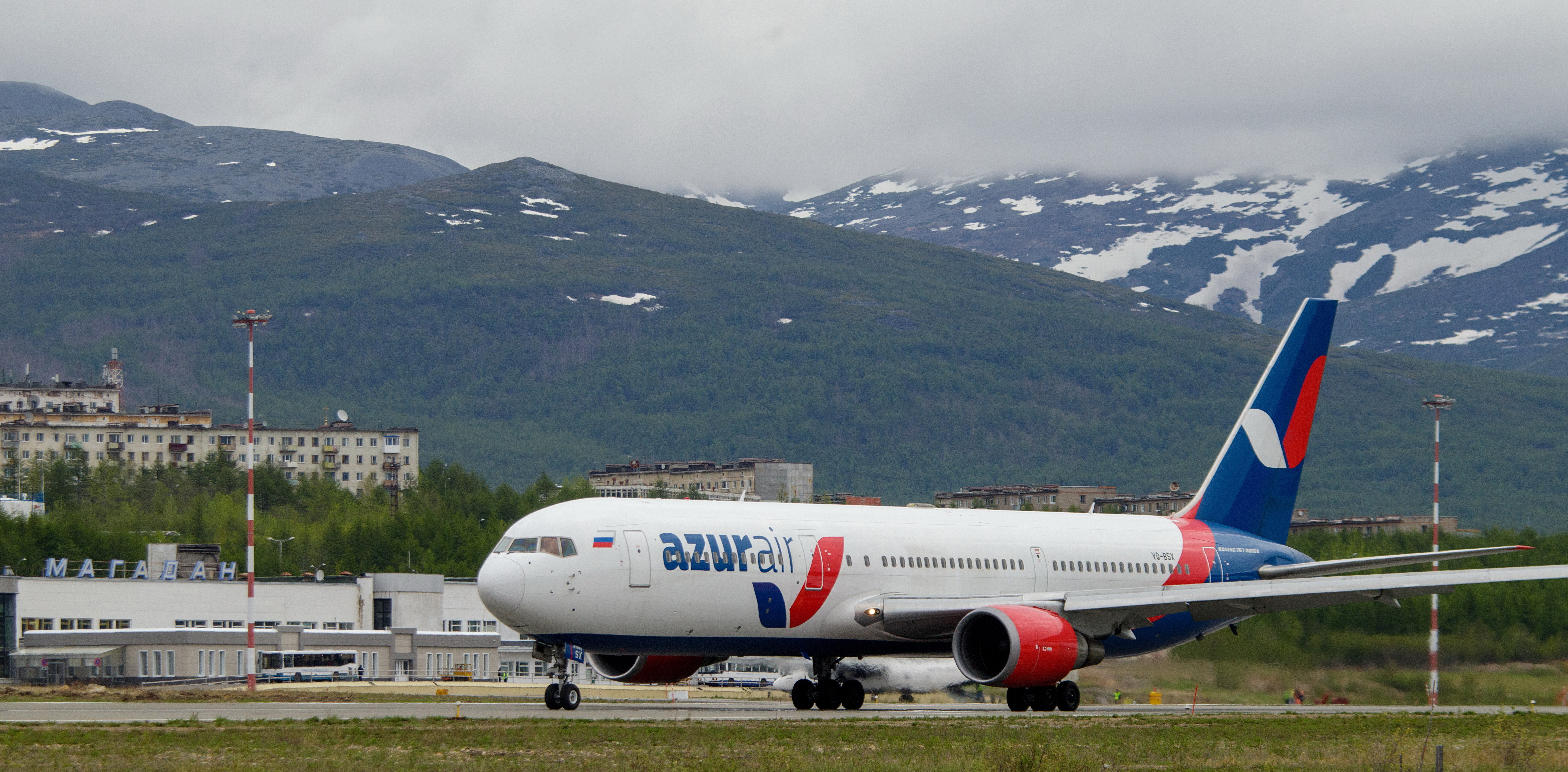
Boeing 767 авиакомпании «Azur Air» чартерный рейс в Нячанг
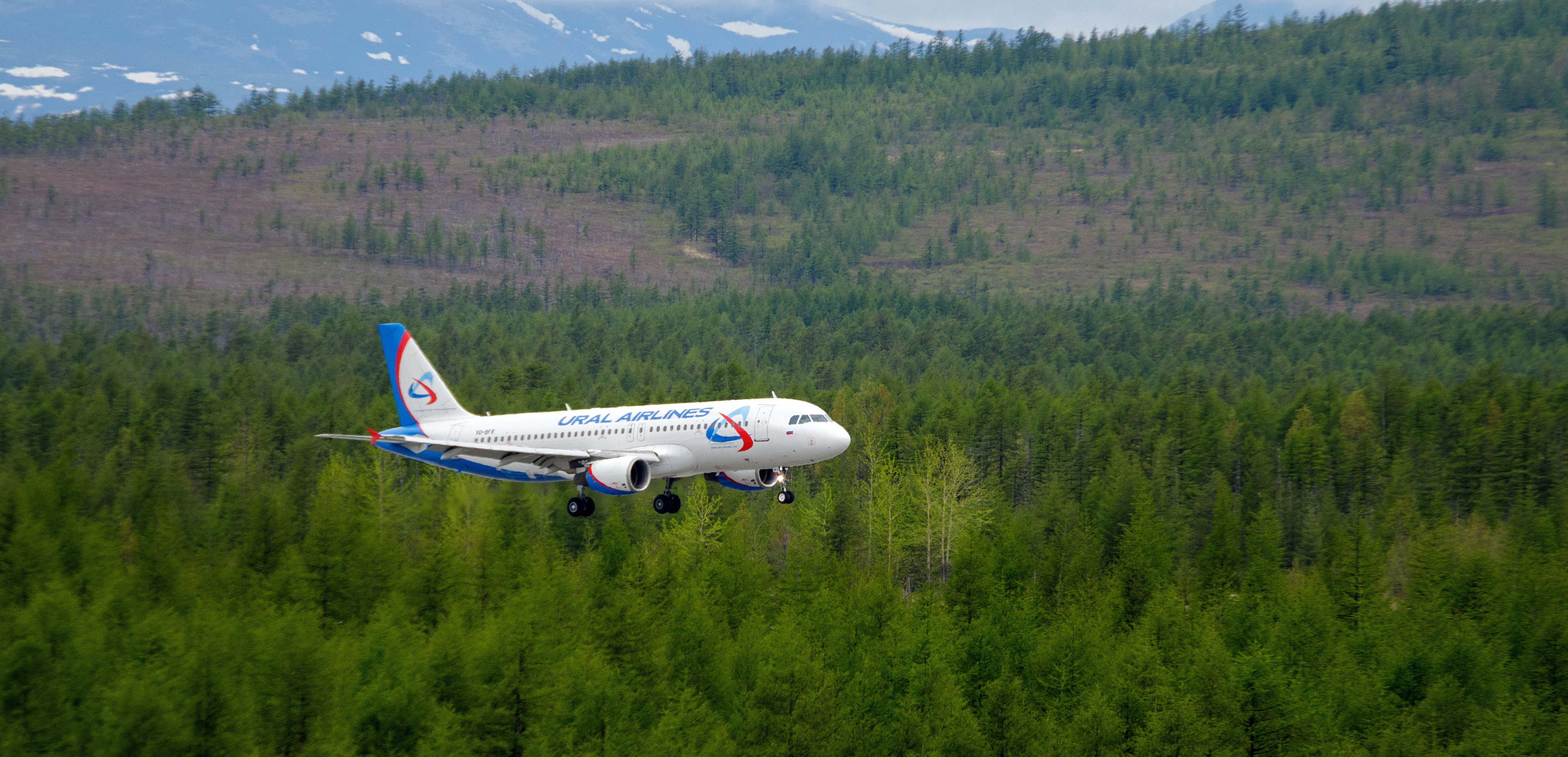
Заход на посадку Airbus А-320 Уральских авиалиний
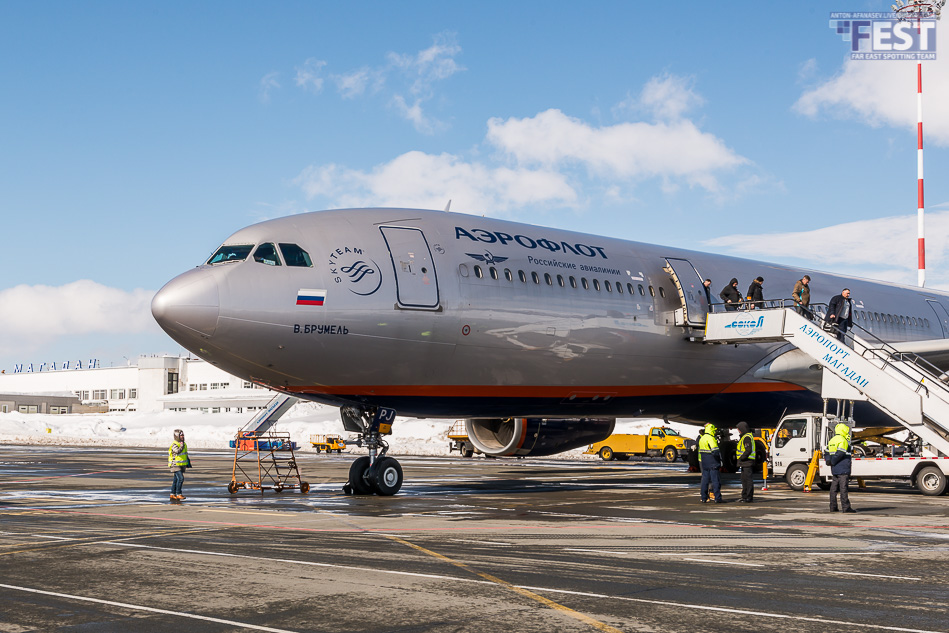
Airbus A330-300 Авиакомпании "Аэрофлот"

### Внутренние рейсы
В 2023 году 8 авиакомпаний выполняли рейсы по 28 направлениям.

## Показатели деятельности
| год                       | 2000  | 2012  | 2013     | 2014    | 2015    | 2016    | 2017    | 2018    | 2019    | 2020    | 2021     | 2022  | 2023    |  |
| тыс. пассажиров           | 148,1 | ▲ 325 | ▲ 370,1  | ▼ 348,9 | ▼ 326,6 | ▲ 347,3 | ▲ 376,8 | ▲ 390,3 | ▲ 427,8 | ▼ 342   | ▲ 471,1  | ▲ 488 | ▲ 546,5 |  |
| Обработано грузов, тыс. т |       | 8,433 | ▲ 10,151 | ▼ 8,116 | ▼ 7,496 | ▼ 7,448 | ▲ 8,309 | ▼ 7,786 | ▲ 8,995 | ▼ 8,728 | ▲ 10,313 |       |         |  |
| Источники:                |       |       |          |         |         |         |         |         |         |         |          |       |         |  |

## Собственники и руководство
Аэропортный комплекс принадлежит АО «Аэропорт Магадан».
Генеральный директор: 
- Сергей Замараев (2012—2020)
- Дмитрий Сиволобов (с июля 2020)[17]

## Транспортное сообщение
- Автобусы: 101 (Магадан — Уптар — Сокол — Аэропорт)[18][19]; 525 (Палатка — Хасын — Стекольный — Аэропорт)[20].

## Происшествия и катастрофы
- 26 июня 1969 года в 10,5 км северо-западнее аэропорта Сокол потерпел катастрофу Ил-14 компании Аэрофлот. Причиной катастрофы стало интенсивное появление чёрного удушливого дыма в пассажирской кабине, который привел к вынужденной посадке вне видимости земли с потерявшими сознание пилотами. Погибли 3 из 5 человек, находившихся на борту.[21]
- 2 октября 1973 года в окрестностях аэропорта Сокол потерпел катастрофу Ан-12Б компании Аэрофлот, в результате чего погибли 10 человек (подробнее см.: Катастрофа Ан-12 под Магаданом).
- 2 декабря 2021 года во время набора высоты произошло авиационное происшествие, связанное с обледенением и временной потерей управляемости самолёта Airbus 321—271 N авиакомпании «S7 Airlines», выполнявшего рейс S75220 по маршруту Магадан — Новосибирск. Самолёт совершил вынужденную посадку в аэропорту Иркутск, пострадавших нет. Подробнее см.: Авария Airbus A321neo над Магаданом.
- 6 июня 2023 года пилоты Boeing 777 авиакомпании Air India, выполнявшего рейс из Дели в Сан-Франциско, при полёте в воздушном пространстве Якутии доложили о срабатывании индикации неисправности правого двигателя и приняли решение произвести экстренную посадку в аэропорту Магадана. Самолет обследовали авиатехники авиакомпании "Россия", но не смогли оперативно устранить неисправность. 8 июня из Мумбаи прибыл резервный борт, который доставил 232 пассажиров в Сан-Франциско. Данный рейс был совершен впервые в истории аэропорта Магадан.

## В художественных произведениях
- «Аэропорт Сокол» — стихотворение колымского барда Сергея Сегаля

## Галерея

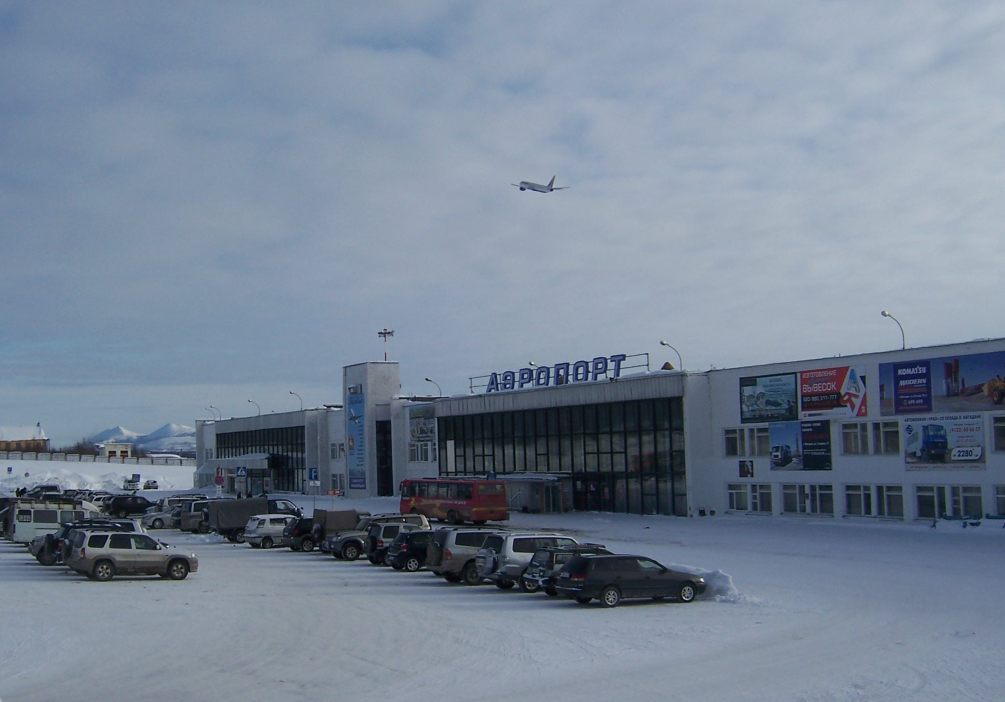
Терминал аэропорта с 1974 по 2024 года.
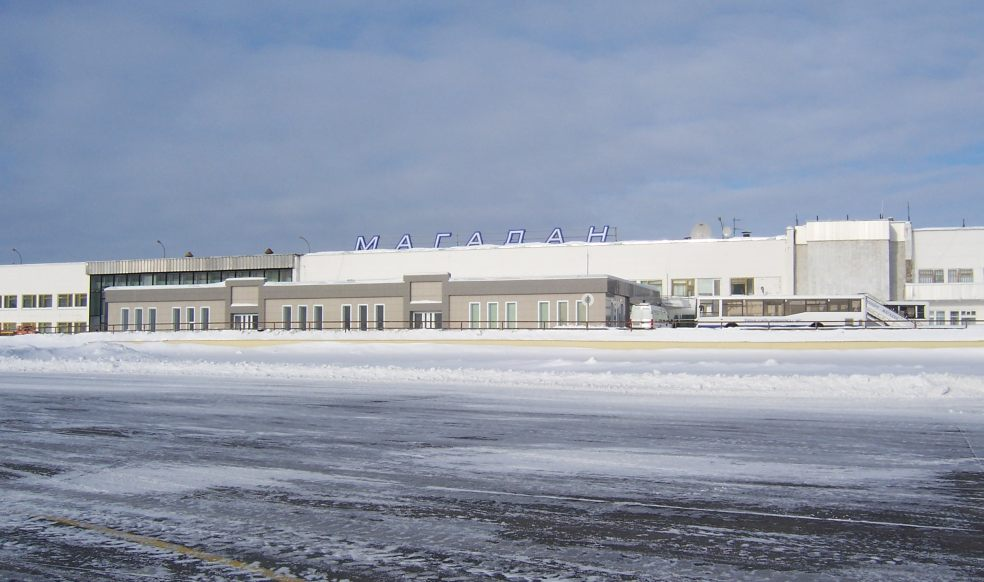
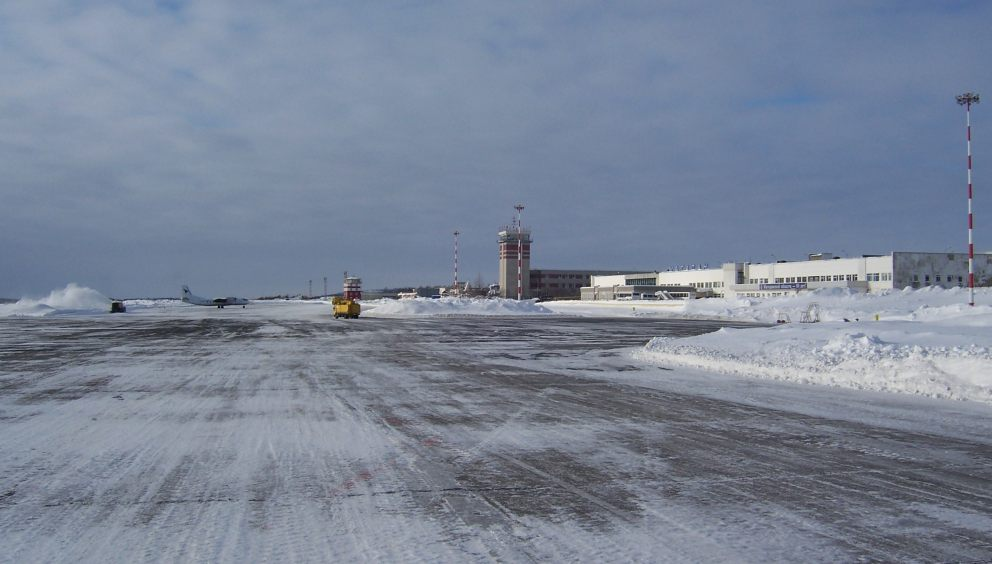
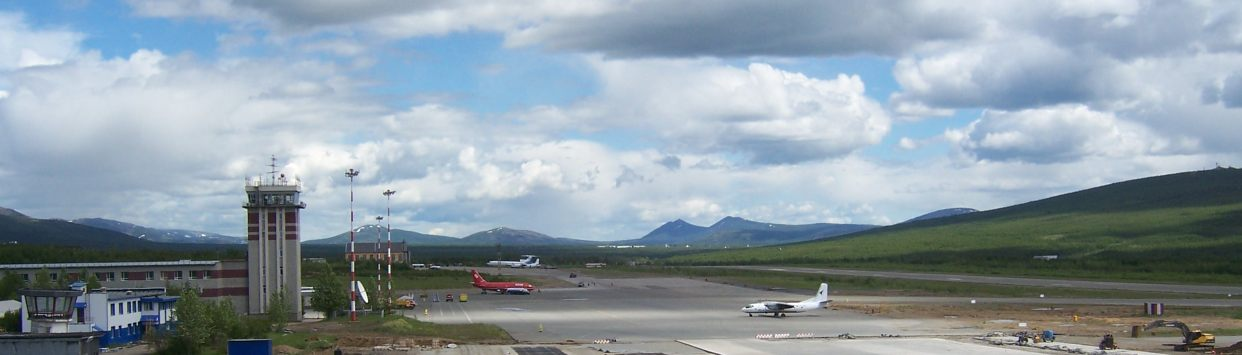
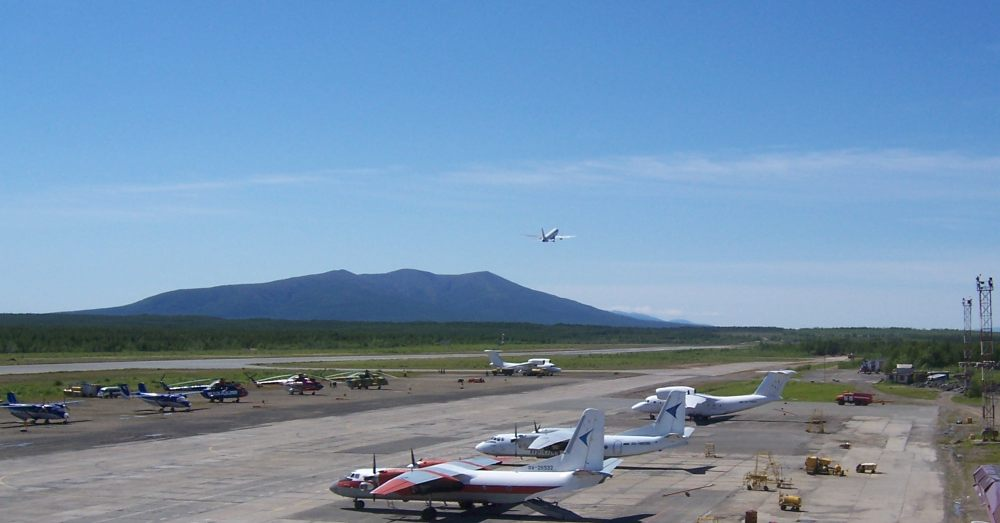
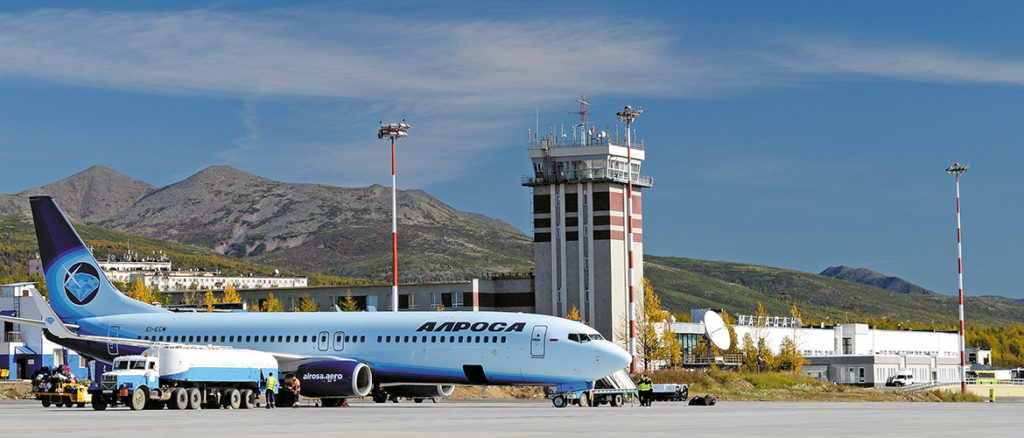
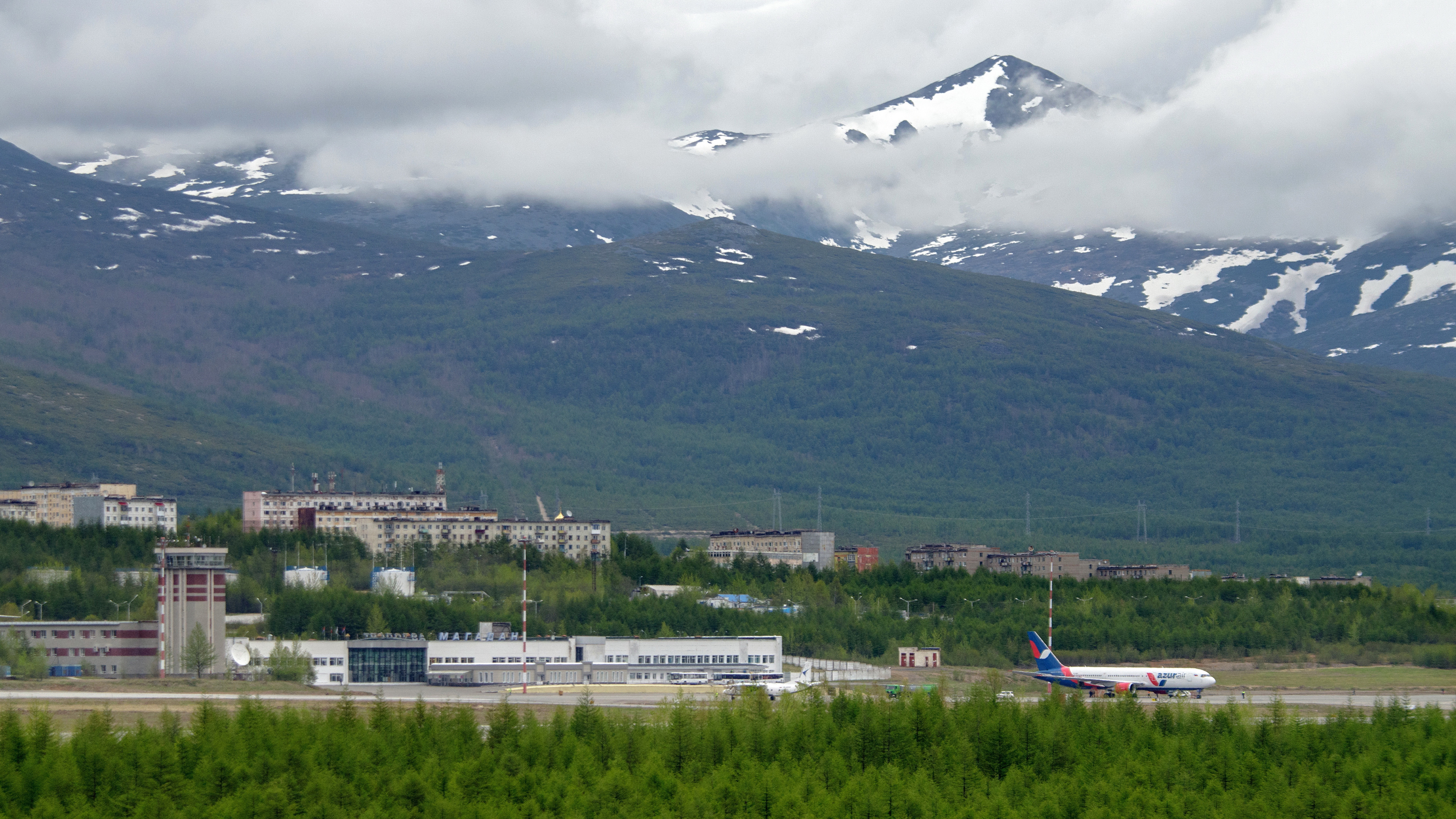
В начале лета
Зимняя панорама